# St. Maria (Vöhringen)

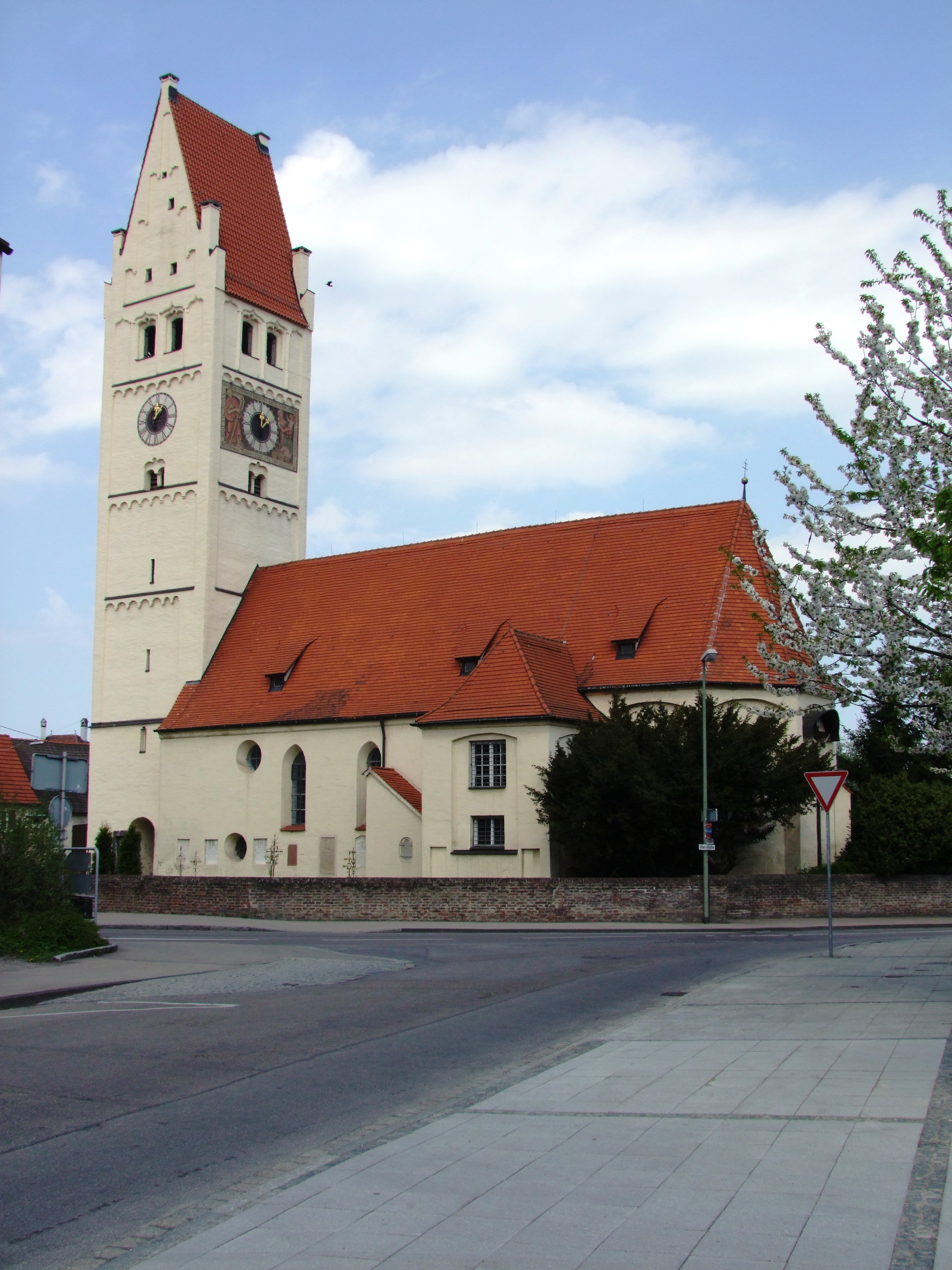
St. Maria in Vöhringen

Die römisch-katholische Filialkirche St. Maria steht in Vöhringen, einer Stadt im schwäbischen Landkreis Neu-Ulm von Bayern. Das Bauwerk ist in der Liste der Baudenkmäler in Vöhringen als Baudenkmal unter der Nr. D-7-75-162-1 eingetragen.

## Beschreibung
Die Saalkirche besteht aus einem Langhaus, einem eingezogenen, dreiseitig geschlossenen Chor im Osten, die beide in der zweiten Hälfte des 15. Jahrhunderts erbaut wurden, und einem Kirchturm vor der Fassade im Westen, dessen untere Geschosse aus dem 13. Jahrhundert stammen. Er wurde um 1500 aufgestockt, um den Glockenstuhl mit fünf Kirchenglocken und die Turmuhr unterzubringen, und quer mit einem Satteldach zwischen den mit Zinnen verzierten Giebeln bedeckt. Das Erdgeschoss des Kirchturms, in dem sich das Vestibül befindet, ist mit einem Sterngewölbe überspannt. Der Innenraum des Langhauses mit einer Flachdecke überspannt, der des Chors mit einem Kreuzgratgewölbe, bei dem die Gewölberippen abgeschlagen sind. Die Fresken im Langhaus mit der Anbetung der Hirten und im Chor mit der Verkündigung des Herrn wurden 1793 eingefügt. Im Zentrum des Hochaltars von 1777, der von je zwei Säulen flankiert wird, befindet sich die Statue einer Mondsichelmadonna.